# 通布尔清真寺
谢里夫·哈里尔·帕沙清真寺，通常被称为通布尔清真寺，建立于1740至1744年，位于保加利亚东北部城市舒门，是保加利亚最大清真寺和巴尔干半岛最大清真寺之一。